# رومان بورفانوف
رومان بورفانوف (بالرومانية: Roman Borvanov)‏ مواليد 31 مارس 1982 في كيشيناو، الجمهورية المولدوفية السوفيتية الاشتراكية، هو لاعب كرة مضرب مولدوفي بدأ مسيرته كمحترف سنة 2004 يلعب باليد اليمنى. أعلى تصنيف له في الفردي كان المركز الـ 200 في سنة 2011. أعلى تصنيف له في الزوجي كان المركز الـ 182 في سنة 2014.

## روابط خارجية
- رومان بورفانوف على موقع رابطة محترفي التنس (الإنجليزية)
- رومان بورفانوف على موقع الاتحاد الدولي لكرة المضرب (الإنجليزية)
- رومان بورفانوف على موقع كأس ديفيز (الإنجليزية)
- رومان بورفانوف على موقع خلاصة التنس.كوم (الإنجليزية)
- رومان بورفانوف على موقع إي إس بي إن.كوم (الإنجليزية)